# Mieczysław Wojtas
Mieczysław Wojtas (ur. 1 stycznia 1951 w Szalowej koło Gorlic) – polski pedagog, reżyser teatralny, malarz, założyciel i długoletni kierownik Teatru Panopticum w Lublinie. 

## Życiorys
Mieczysław Wojtas urodził się w 1951 roku w Szalowej, niedaleko Gorlic. W wieku 13 lat przeniósł się do Lublina, gdzie zamieszkał u swoich krewnych. Ukończył Technikum Budowlane o specjalności architektonicznej, a następnie podjął studia filologiczne na Uniwersytecie Marii Curie-Skłodowskiej, uzyskując tytuł magistra filologii polskiej. Dodatkowo studiował historię sztuki na Katolickim Uniwersytecie Lubelskim. 

## Działalność teatralna
W 1984 roku Mieczysław Wojtas założył Teatr Panopticum, który od tamtej pory działa przy Młodzieżowym Domu Kultury „Pod Akacją” w Lublinie. Jest instruktorem teatralnym, reżyserem oraz jurorem na wielu festiwalach teatralnych i konkursach recytatorskich dla młodzieży. Jego zaangażowanie w pracę z młodzieżą i rozwój amatorskiego ruchu teatralnego przyniosło mu uznanie zarówno w kraju, jak i za granicą. 

## Malarstwo
Mieczysław Wojtas jest również uznanym malarzem, zafascynowanym twórczością mistrzów flamandzkich. Jego prace były prezentowane na dwunastu indywidualnych wystawach w takich krajach jak Holandia, Japonia, Niemcy, Polska, Szwajcaria i Wielka Brytania. Brał także udział w szesnastu wystawach zbiorowych, między innymi w Polsce, Austrii, Holandii i Niemczech. Jego obrazy znajdują się w kolekcjach prywatnych w Argentynie, Izraelu, Kanadzie, USA oraz w kilku krajach europejskich. Jeden z jego obrazów trafił na dwór cesarski w Japonii. 

## Nagrody i wyróżnienia
- 1989 – Nagroda centralna przyznana przez Zarząd Główny Towarzystwa Kultury Teatralnej,
- 1993 – Nagroda główna Ministra Kultury i Sztuki,
- 1993, 1999, 2000, 2006, 2008, 2015 – Nagroda teatralna Prezydenta Miasta Lublina,
- 1994, 2000 – Tytuł Instruktora Roku przyznany przez Zarząd Główny Towarzystwa Kultury Teatralnej,
- 1995 – Nagroda specjalna TVP 1,
- 1996, 1998, 2007 – Nagroda Ministra Edukacji Narodowej,
- 1999, 2001 – Nagroda Ministra Kultury i Sztuki,
- 2001 – Nagroda Międzynarodowej Organizacji Teatralnej ASSITEJ za całokształt pracy artystycznej,
- 2009 – Medal Prezydenta Miasta Lublin za wybitne zasługi dla miasta w dziedzinie teatru,
- 2017 – Odznaka honorowa „Zasłużony dla Kultury Polskiej” przyznana przez Ministra Kultury i Dziedzictwa Narodowego[5],
- 2017 – Medal 700-lecia Miasta Lublin,
- 2021 – Medal „Zasłużony dla Miasta Lublina”.
- 2024 – Srebrny Medal „Zasłużony Kulturze Gloria Artis”[6]